# Coleosporium pulsatillae

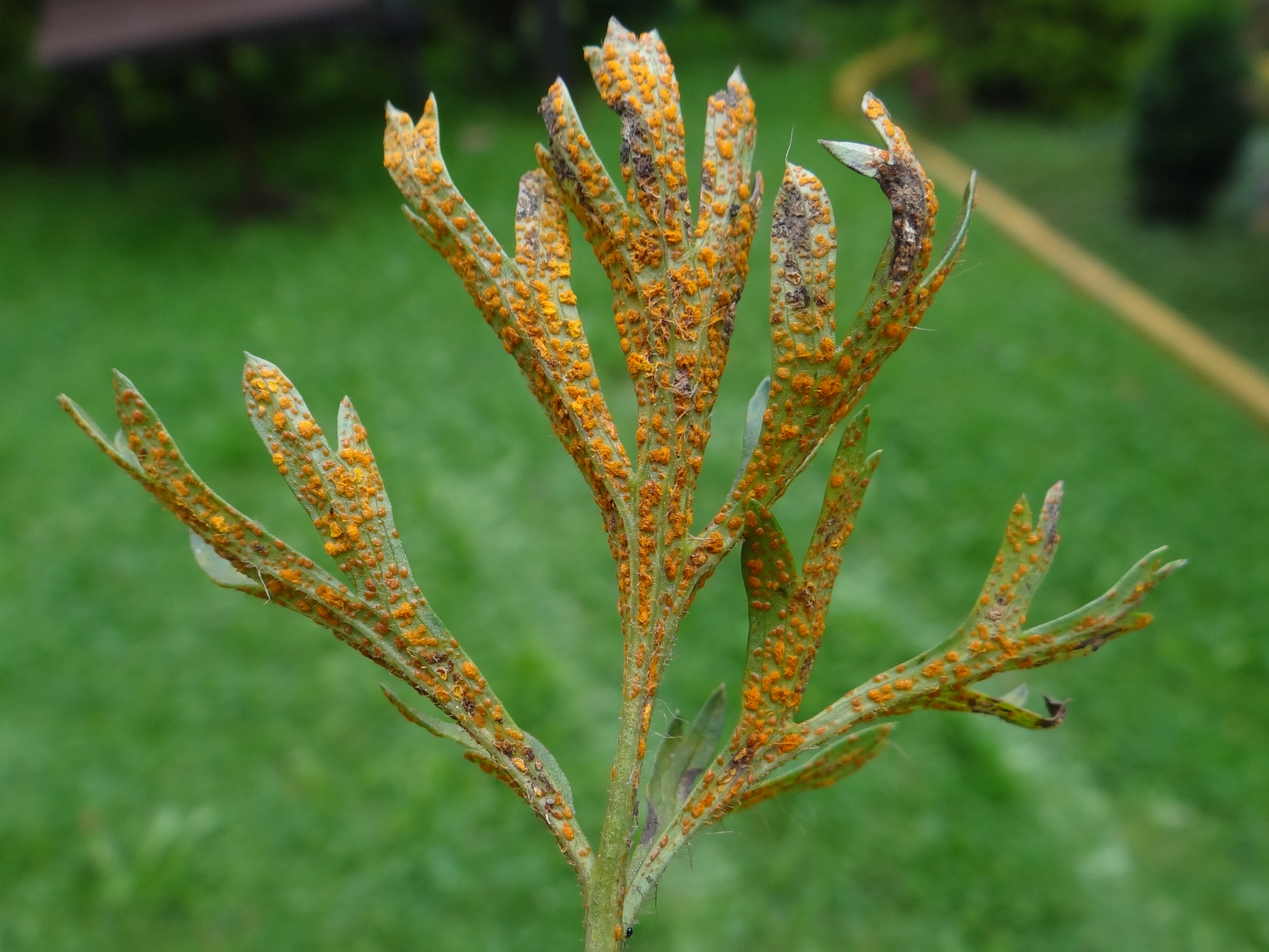
Porażony liść sasanki

Coleosporium pulsatillae (F. Strauss) Fr. – gatunek grzybów z rodziny pęcherzycowatych (Coleosporiaceae). Grzyb mikroskopijny, pasożyt kosodrzewiny (Pinus mugo) i sasanek (Pulsatilla). U kosodrzewiny wywołuje chorobę zwaną rdzą pęcherzykowatą igieł sosny.

## Systematyka i nazewnictwo
Pozycja w klasyfikacji według Index Fungorum: Coleosporiaceae, Pucciniales, Incertae sedis, Pucciniomycetes, Pucciniomycotina, Basidiomycota, Fungi.
Po raz pierwszy takson ten zdiagnozował w 1811 r. Friedrich Karl Joseph von Strauss nadając mu nazwę Uredo tremellosa var. pulsatillae. Obecną, uznaną przez Index Fungorum nazwę nadał mu w 1849 r. Elias Fries.
W Polsce jest uważany za synonim Coleosporium tussilaginis. Europejskie formy gatunków z rodzaju Coleosporium morfologicznie są nie do odróżnienia. Różnią się jednak specjalizacją żywicielską form uredinialnych i telialnych na różnych gatunkach roślin. Z tego powodu formy pasożytujące na roślinach z rodzaju Anemone (Pulsatilla) są przez niektórych mykologów traktowane jako odrębny gatunek. Ostatnie badania molekularne wykazały, że w większości przypadków należy preferować taką wąską koncepcję gatunkową. Rozstrzygną to zapewne dalsze badania.

## Rozwój
Jest to pasożyt dwudomowy, tzn, że jego pełny cykl rozwojowy odbywa się na dwóch różnych gatunkach żywicieli. Wąsko wyspecjalizowany oligotrof. Pyknidia i ecja rozwijają się na kosodrzewinie, uredinia i telia na gatunkach sasanek: Pulsatilla alpina, armena, bungeana, halleri & subsp. slavica + styriaca, montana, nigricans, patens, pratensis, regeliana, vernalis, vulgaris & subsp. grandis.
Wiosną (od kwietnia do maja) na zakażonych igłach kosodrzewiny pojawiają się niewielkie plamki. Są to skupiska pyknidiów wytwarzające pykniospory. W kilka dni później powstają ecja wytwarzające ecjospory roznoszone przez wiatr. Na dolnej stronie liści zainfekowanej rośliny powstają zarodniki zwane urediniosporami, które dokonują infekcji wtórnej zakażając następne liście. Pod koniec lata i jesienią powstaje inny typ zarodników – teliospory, które kiełkując wytwarzają podstawki, w których powstają bazydiospory. Gdy wiatr przeniesie bazydiospory na igły sosny kiełkują na nich, dokonując infekcji pierwotnej.
Coleosporium pulastillae wytwarza 5 rodzajów zarodników. Pykniospory, ecjospory, urediniospory i teliospory powstają w wyniku rozmnażania bezpłciowego, bazydiospory na drodze płciowej. Cały cykl rozwojowy trwa jeden rok. Zaatakowane igły sosny zazwyczaj żółkną i opadają, część z nich jednak pozostaje żywa. Na tych igłach grzybnia pasożyta może przetrwać 2–3 lata. Zimę przetrwać mogą również uredinia na drugim żywicielu tego patogenu.

## Morfologia
Uredinia i telia takie same, jak u Coleosporium tussilaginis, morfologicznie nie do odróżnienia. Teliospory o kształcie kolumn, na wierzchu pokryte warstwą woskowej substancji. Początkowo są one jednokomórkowe, ale w końcu zachodzi mejoza, w wyniku czego powstaje łańcuch czterech haploidalnych komórek. Kiełkują bezpośrednio na sterygmie.